# Elezioni presidenziali in Corea del Sud del 1952
Le elezioni presidenziali in Corea del Sud del 1952 si tennero il 5 agosto, durante la guerra di Corea. Per la prima volta il popolo sudcoreano fu chiamato a votare il proprio presidente. L'affluenza fu dell'88,1% e il vincitore fu 
 Syngman Rhee, che ottenne il 74,6% dei voti e fu riconfermato presidente.

## Contesto
In qualità di Presidente, Syngman Rhee aveva assunto poteri dittatoriali ed aveva permesso alle forze di sicurezza (capitanate dal suo braccio destro Kim Chang-ryong) di torturare tutti i sospetti simpatizzanti comunisti e le spie nordcoreane. Il suo governo fu responsabile di diversi massacri nel tentativo di sopprimere le sommosse popolari ispirate dalle fazioni di sinistra, l'eccidio più grave fu quello dell'isola di Jeju, dove morirono almeno 14.000 persone (ma alcuni stimano che vi siano state circa 60.000 vittime).
Nel periodo 1945-1950 gli Stati Uniti e le autorità sudcoreane avevano realizzato una riforma terriera che includeva l'istituzione della proprietà privata. Avevano confiscato e ridistribuito tutta la terra detenuta dal governo coloniale, dalle società e dai singoli coloni giapponesi durante l'occupazione. Il governo coreano aveva realizzato una riforma in cui i coreani con grandi possedimenti fondiari erano stati obbligati a spogliarsi della maggior parte della loro terra. In tal modo, era stata creata una nuova classe di proprietari familiari e indipendenti.
Rhee era stato sostenuto nelle elezioni dal Partito Democratico di Corea, ma aveva trascurato di inserirne alcuni dei membri nel suo gabinetto. Per ritorsione i membri del partito esclusi dal governo avevano formato un nuovo partito di opposizione, il Partito Nazionalista Democratico, ed avevano cominciato a perorare un sistema di governo che sottraesse potere al presidente. Questo aveva portato la fazione di Rhee a raggrupparsi nel Partito Nazionalista, che divenne in seguito il Jayudang e rimase la base politica di Rhee per tutta al durata della sua amministrazione. Le seconde elezioni parlamentari del Paese si erano tenute il 30 maggio 1950 ed avevano dato la maggioranza dei seggi agli indipendenti.
Il governo nazionalista aveva continuato molte delle pratiche del governo militare statunitense, tra cui la repressione brutale dell'attività dei movimenti di sinistra. Il governo Rhee aveva proseguito la severa azione militare contro la rivolta di Jeju e soffocato le rivolte militari a Suncheon e Yeosu, che erano state provocate dal rifiuto delle truppe di ubbidire agli ordini di partire per Jeju e partecipare al giro di vite.
Rhee cercava di schierare saldamente il suo governo con gli Stati Uniti e contro sia la Corea del Nord sia il Giappone. Quella della prima repubblica di Corea, prima e dopo la guerra di Corea, fu una politica di "unificazione mediante la forza". Anche se ebbero luogo alcuni colloqui tesi alla normalizzazione dei rapporti con il Giappone, essi ebbero scarsi risultati. Nel frattempo il governo aveva incassato grosse somme di aiuti dagli statunitensi, in importi talora quasi equivalenti all'intero bilancio nazionale.
Il 25 giugno 1950 le forze nordcoreane, in seguito ad alcune provocazioni statunitensi sul confine, avevano invaso la Corea del Sud, dando inizio alla guerra di Corea.
Rhee aveva ingiuriato ulteriormente la propria reputazione incoraggiando i suoi connazionali e cittadini di Seul a restare nella capitale allo scoppio della Guerra di Corea, quando egli era già sulla via dell'espatrio. Il suo ordine di distruggere i ponti sul fiume Han, inoltre, aveva impedito a decine di migliaia di sudcoreani di sfuggire alla guerra. Quando le truppe congiunte delle Nazioni Unite e della Corea del Sud avevano costretto l'esercito di invasione nordcoreano a ritirarsi a nord verso il fiume Yalu, Rhee era divenuto impopolare anche ai suoi stessi alleati rifiutandosi di accettare la proposta di un cessate il fuoco che avrebbe però lasciato la Corea spaccata in due. Sperando di diventare leader politico di una Corea unita, con l'appoggio delle Nazioni UNite, egli aveva posto un veto su qualunque proposta di pace che non contemplasse la cancellazione del governo della Corea del Nord, e per perseguire tale scopo aveva dichiarato la necessità di intervenire contro la Cina e protestò ripetutamente contro la riluttanza degli Stati Uniti a intervenire nel conflitto con maggiore incidenza.
Il  18 gennaio 1952 Rhee aveva dichiarato la sovranità della Corea del Sud su tutte le acque territoriali della penisola coreana. Il confine di demarcazione così disegnato secondo lo schema che lo stesso Rhee aveva defunito Linea di pace comprendeva l'Isola di Tsushima e il complesso di isole inabitate Dokdo. La creazione di questi confini marittimi aveva suscitato le proteste formali del governo giapponese, il quale rivendicava le isole appartenenti alla sua giurisdizione territoriale. La controversia si sarebbe protratta per lungo tempo, tuttavia le isole oggetto della disputa sarebbero rimaste sotto il controllo sudcoreano.
Sfruttando appieno i poteri della sua carica, Rhee cercò di rinforzare ancora di più il proprio controllo sul paese, e nel maggio del 1952, mentre il governo aveva ancora la sua sede provvisoria a Pusan a causa del conflitto, Rhee per mezzo di emendamenti alla costituzione rese la presidenza una carica a elezione diretta. Per assicurarsi che non ci fosse alcun tentativo di opposizione ai suoi disegni, dichiarò la legge marziale e fece imprigionare tutti i membri del parlamento che avevano dichiarato di votare contro di lui. Per questo motivo, sebbene fosse alquanto impopolare, Syngman Rhee, che aveva riacquistato un po' di consenso durante la guerra di Corea, postosi a capo del neonato Jayudang, riuscì a battere facilmente gli avversari e fu rieletto presidente.

## Risultati
| Candidato                 | Partito                          | Voti      | %    |
| ------------------------- | -------------------------------- | --------- | ---- |
| Syngman Rhee              | Jayudang                         | 5,238,769 | 74.6 |
| Cho Bong-am               | Indipendente                     | 797,504   | 11.4 |
| Yi Si-yeong               | Partito Democratico Nazionalista | 764,715   | 10.9 |
| Shin Heung-u              | Indipendente                     | 219,696   | 3.1  |
| Schede bianche/nulle      | Schede bianche/nulle             | 255,199   | –    |
| Totale                    | Totale                           | 7,275,883 | 100  |
| Voti registrati/affluenza | Voti registrati/affluenza        | 8,259,428 | 88.1 |
| Fonte: Nohlen et al.      |                                  |           |      |

## Conseguenze del voto
Nonostante i massacri, le irregolarità e i brogli elettorali, Syngman Rhee riuscì ad ottenere un altro grande successo alle elezioni parlamentari del 1954, anche a causa della fine della guerra di Corea, ed ottenne un potere ancora maggiore con un nuovo emendamento che gli permetteva di essere escluso dall'ineleggibilità alla carica di presidente dopo un periodo di otto anni.